# Batalha de Hístria
A Batalha de Histria, c. 62–61 a.C., foi travada entre os povos Bastarnas da Cítia Menor e o Cônsul Romano Caio Antônio Híbrida.

## Antecedentes
Mitrídates VI Eupátor veio a governar o Reino do Ponto em 113 a.C. aos 11 anos de idade, quando seu pai foi assassinado. O Reino do Ponto está localizado aproximadamente no quadrante nordeste da Turquia moderna, na fronteira com o Mar Negro. Mitrídates VI começou sua carreira de expansão militar primeiro para o leste, na atual Geórgia, e logo depois seguiu a costa do Mar Negro ao norte. Por volta de 108 a.C., o Reino do Bósforo também foi pacificamente incorporado ao crescente Reino do Ponto de Mitrídates VI, quando Perisades V entregou seu controle a Mitrídates VI. Por volta de 100 a.C. os citas foram subjugados por Mitrídates, lá ele recrutou a cavalaria cita, que empregou em suas campanhas posteriores ao sul. A Influência dos Mitrídates se estendeu para o norte do Mar Negro e incluiu as cidades de Odesso, Nessebar, Hístria (Istro), Tômis, Calate e Bizâncio.